# Anthony Kumpen
Anthony Kumpen (ur. 3 listopada 1978 roku w Hasselt) – belgijski kierowca wyścigowy.

## Kariera
Kumpen rozpoczął karierę w międzynarodowych wyścigach samochodowych w 1999 roku od startów w FIA GT Championship, gdzie jednak nie zdobywał punktów. W późniejszym okresie Belg pojawiał się także w stawce Belcar, Grand American Rolex Series, American Le Mans Series, Formula Chrysler Promotional Race, 24-godzinnego wyścigu Le Mans, Belgian GT Championship, 24H of Zolder, FIA GT3 European Cup, FIA GT1 World Championship, Blancpain Endurance Series, Belcar Endurance Championship, Belgian Racing Car Championship, NASCAR Whelen Euro Series – Elite 1, NASCAR Xfinity Series oraz NASCAR K&N Pro Series.